# Fraunhofer-Institut für Rechnerarchitektur und Softwaretechnik
Das Fraunhofer-Institut für Rechnerarchitektur und Softwaretechnik FIRST, auch kurz Fraunhofer FIRST genannt, war eine von 1983 bis 2012 bestehende Forschungseinrichtung der Fraunhofer-Gesellschaft und hatte seinen Sitz in Berlin-Adlershof. Seine Aktivitäten waren der angewandten Forschung und Entwicklung im Fach Ingenieurwissenschaft auf dem Gebiet der Informatik zuzuordnen.

## Geschichte
Die Geschichte begann 1983, als die Gesellschaft für Mathematik und Datenverarbeitung (GMD) die Forschungsstelle für Innovative Rechnersysteme und -technologie gründete. An der Gründung war Wolfgang K. Giloi von der TU Berlin maßgeblich beteiligt. Arbeitsschwerpunkt in den 1980er Jahren war die Entwicklung von Parallelrechnern.
Im Jahr 1991 begann eine Zusammenarbeit mit der Simulationsgruppe des Zentralinstituts für Kybernetik und Informationsprozesse der Akademie der Wissenschaften der DDR. 1992 wurden rund 35 Mitarbeiter der AdW von der GMD übernommen, und das Institut zog nach Berlin-Adlershof um.
Im selben Jahr wurde aus der Forschungsstelle das Institut für Rechnerarchitektur und Softwaretechnologie der GMD.
Mit der Fusion von GMD und Fraunhofer-Gesellschaft im Jahr 2001 wurde das Institut Teil der IuK-Gruppe der Fraunhofer-Gesellschaft und bekam die Bezeichnung FIRST. Zum 1. Juli 2012 wurde das Institut mit dem IuK-Institut FOKUS und dem Berliner Teil des Fraunhofer ISST zu einem großen Institut der Informations- und Kommunikationstechnik unter dem Namen Fraunhofer FOKUS zusammengeführt. Der Standort dieses Instituts ist Charlottenburg.

## Forschung und Entwicklung
Das Fraunhofer FIRST stellte die Bedürfnisse des Menschen in den Mittelpunkt seiner Arbeit. 
Die Arbeitsbereiche des Instituts zum Zeitpunkt der Auflösung im Überblick:
- Eingebettete Systeme
 Der Bereich Eingebettete Systeme bot Methoden und Werkzeuge für die Entwicklung und Qualitätssicherung von Software an, die eine Vielzahl von Geräten sicher und zuverlässig steuert. Zu den Arbeitsschwerpunkten gehörten im Einzelnen: 
  - Entwurf und Implementierung von komplexen Systemen für sicherheits- und zeitkritische Anwendungen,
  - Dienste für komplexe komponentenbasierte Systeme,
  - ausfallsichere und fehlertolerante eingebettete verteilte Systeme,
  - Qualitätssicherung,
  - Validierung von Systemanforderungen und Beratung zur Systemsicherheit.

- Interaktive Systeme
 Der Bereich Interaktive Systeme entwickelte intuitiv zu bedienende Schnittstellen zwischen Mensch und Maschine, die auf die natürlichen menschlichen Kommunikationsformen eingehen. Zu den Arbeitsschwerpunkten gehörten im Einzelnen: 
  - Interaktive, immersive Multimediaumgebungen,
  - Medienmanager, Medienplayer,
  - 3-D-Grafik, Projektionstechnologie,
  - drucksensitive, multimodale Eingabegeräte,
  - mobile Devices, Simulationssysteme,
  - Grid-Technologien.

- Intelligente Datenanalyse
 Die Verfahren des Bereichs Intelligente Datenanalyse halfen dabei, Informationen aus hochdimensionalen Datensammlungen herauszufiltern und Vorhersagen über das Verhalten von komplexen Systemen zu treffen. Zu den Arbeitsschwerpunkten gehörten im Einzelnen: 
  - Theorie und Anwendung intelligenter Datenanalyse,
  - maschinelles Lernen,
  - Zeitreihenanalyse,
  - Blind Source Separation,
  - Independent Component Analysis,
  - Signalverarbeitung,
  - Analyse neurophysiologischer Signale, u. a. Analyse von DNA und Proteinstrukturen,
  - Handschrifterkennung,
  - Analyse akustischer Daten,
  - Finanzdatenanalyse.

Durch interdisziplinäre Zusammenarbeit der Abteilungen des Fraunhofer FIRST wurden Lösungen für die Branchen Automotive und Verkehr, Medizin, Medien und Softwareentwicklung integrative Lösungen erarbeitet, die der Komplexität der Systeme zu jener Zeit gerecht waren.

## Kooperationen
Das Fraunhofer FIRST war Mitglied im Fraunhofer-Verbund IuK-Technologie.
Im universitären Bereich bestand eine Kooperationsvereinbarung mit dem Fachgebiet Softwaretechnik der Fakultät IV - Elektrotechnik und Informatik der Technischen Universität Berlin, die den Grundlagenforschungsbedarf des Fraunhofer FIRST abdeckte und durch die Doppelfunktion des Institutsleiters (zugleich Leiter des Fachgebiets) begünstigt wurde.

## Infrastruktur
Es waren rund 120 Personen beschäftigt.
Der Betriebshaushalt des Fraunhofer FIRST lag im Geschäftsjahr 2006 bei 8,3 Mio. €. Etwa 40 % hiervon kamen aus der Grundfinanzierung, die zu 90 % aus Bundesmitteln und zu 10 % aus Landesmitteln finanziert wird. Rund 20 % des Betriebshaushalts waren Erträge aus der Auftragsforschung der Wirtschaft, die restlichen Mittel stammten aus zweckgebundenen öffentlichen Zuwendungen und aus sonstigen Erträgen.
Das Fraunhofer FIRST wurde zuletzt ab 1991 von Stefan Jähnichen geleitet, der in Personalunion auch Leiter des Fachgebiets Softwaretechnik an der Technischen Universität Berlin war.